# Doejongs
De doejongs (Dugongidae) vormen een familie van zeekoeien uit de Grote en de Indische Oceaan. De wetenschappelijke naam van de familie werd in 1821 gepubliceerd door John Edward Gray.
Tegenwoordig leeft er nog slechts één soort, de doejong (Dugong dugon), uit de tropische wateren van de Indische Oceaan en de zuidwestelijke Grote Oceaan. Een andere soort, de Stellerzeekoe (Hydrodamalis gigas) uit de koude Beringzee, stierf uit rond 1768. De oudste bekende fossielen stammen uit het Eoceen. In het Tertiair kwam de familie voor tot in de Middellandse Zee, de Caribische Zee en de oostelijke Grote Oceaan. De andere levende zeekoeienfamilie, de lamantijnen (Trichechidae), komt enkel voor in de Atlantische Oceaan. De doejongs zijn van de lamantijnen te onderscheiden door de staartvorm. De staart van de lamantijnen is afgerond en spatelvormig, de staart van de doejongs is gevorkt.

## Indeling
De familie omvat de volgende geslachten:
- Anisotherium†
- Eosiren†
- Eotheroides†
- Halitherium†
- Indosiren†
- Miodugong†
- Paralitherium†
- Prohalicore†
- Prototherium†
- Sirenavus†
- Onderfamilie Hydrodamalinae†
  - Dusisiren†
  - Hydrodamalis†
    - Stellerzeekoe (Hydrodamalis gigas)†

  - Metaxytherium†
- Onderfamilie Dugonginae
  - Bharatisiren†
  - Caribosiren†
  - Corystosiren†
  - Crenatosiren†
  - Culebratherium†
  - Dioplotherium†
  - Dugong
    - Doejong (Dugong dugon)

  - Nanosiren†
  - Rytiodus†
  - Thalattosiren†
  - Xenosiren†